# Los Casagrande: La película
Los Casagrande: La película (The Casagrandes Movie en inglés) es una película de comedia y fantasía animada estadounidense de 2024, basada en la serie de televisión animada de Nickelodeon The Loud House, y su serie derivada, Los Casagrande. El reparto habitual de la serie retomará sus papeles como la familia Casagrande. La película está dirigida por Miguel Puga, con una historia de Tony Gama-Lobo, Rebecca May, Rosemary Contreras y Lalo Alcaraz. La película gira en torno a Ronnie Anne, que ha cumplido doce años y quiere demostrar a su familia que es lo bastante mayor para hacer sus propias cosas, sólo para enfrentarse a una antigua semidiosa preadolescente durante un viaje familiar a México.
La película fue anunciada por Nickelodeon el 4 de abril de 2023, junto con la segunda temporada de The Really Loud House y la película para televisión A Really Haunted Loud House (2023). Es la segunda película de animación y la cuarta en total de la franquicia, tras The Loud House Movie, A Loud House Christmas (ambas de 2021) y A Really Haunted Loud House (2023). La película se estrenó en Netflix el 22 de marzo de 2024.

## Sinopsis
Después de que un viaje familiar sorpresa a México desbarate los planes de cumpleaños de Ronnie Anne, ella está decidida a demostrar que es lo suficientemente mayor como para hacer sus propias cosas, incluso si eso significa enfrentarse a una antigua semidiosa preadolescente llamada Punguari, cuya angustia tiene un potencial apocalíptico.

## Argumento
Ronnie Anne está celebrando su duodécimo cumpleaños. Quiere celebrar su "Verano de los 12" en Xtreme Eddie's, un peligroso parque temático abierto solo a mayores de 12 años, con su mejor amigo, Sid Chang. Sin embargo, su familia la sorprende con un viaje a Japunda, México, para su gran consternación. En México, Ronnie Anne se interesa por un collar que, según un comerciante, contiene la última conexión entre humanos y dioses, pero María lo descarta como una farsa. Sin embargo, Ronnie Anne compra el collar a espaldas de su madre.
La familia se dirige a casa de Mamá Lupe, donde Ronnie Anne señala una montaña cercana que parece una media tubería. Carlos le cuenta que la montaña lleva el nombre de la forma petrificada de la semidiosa Punguari, cuyos padres le negaron convertirse en una diosa por su naturaleza rebelde y falta de responsabilidad. Insatisfecha, Punguari se escabulló y robó una máscara que le permitió convertirse en diosa. Sin embargo, el suelo a su alrededor empezó a agrietarse y a separarse. Sisiki, su madre, se vio obligada a petrificar a su hija; si Punguari fuera liberada ahora, México estaría en peligro.
Al día siguiente, Ronnie Anne decide ir al Monte Punguari, donde empieza a patinar sincronizadamente con Sid por videollamada. Sin embargo, Ronnie Anne se cae de su patineta, rompiendo su collar y liberando a Punguari. Pronto, una joven, que se presenta como Shara, pide ayuda; su pierna quedó atrapada bajo una rama tras un terremoto. Ronnie Anne, acompañada por Shara, se enfrenta a su madre, quien está enfadada porque se escapó para hacer sus cosas. Más tarde esa noche, María expresa su frustración por la naturaleza rebelde de Ronnie Anne, lo que lleva a Mamá Lupe a llevarla afuera para practicar el lanzamiento de chancla.
Shara y Ronnie Anne se escabullen a un museo, donde Ronnie Anne descubre la puerta al reino que contiene la máscara. Shara, al tomar la máscara, revela que, de hecho, ha sido Punguari desde el principio, dejando a Ronnie Anne atrapada en el reino. Sin embargo, su abuelo Héctor termina encontrándola a través de un espejo mágico. Ronnie Anne explica su difícil situación a su familia, quienes se cuelan en el museo por la noche para salvarla. Ronnie Anne se da cuenta de que la historia de Punguari era errónea: mientras Punguari empuñaba la máscara, las grietas que se formaban en el suelo permitían que otra deidad, Ucumu, el dios del inframundo, surgiera de la tierra.
Punguari aprovecha el poder de la máscara para convertirse en una diosa, drenando el mar y creando un templo a su paso. Sin embargo, la tierra comienza a agrietarse de nuevo. Ronnie Anne decide ir ella misma al templo de Punguari, donde la confronta y le cuenta la verdadera historia: sus padres la petrificaron para protegerla de Ucumu. Se dan cuenta de que María, que intentaba llegar al templo, está a punto de deslizarse por las grietas recién formadas. Punguari se transforma en un coyote y corre hacia María, quien usa su itinerario para columpiarse y ponerse a salvo. La familia y Punguari se reagrupan mientras Ucumu emerge de las grietas.
Ronnie Anne se marcha con Punguari a la batalla, mientras María le ordena a Lalo que excave una chancla gigante, y Bobby agarra la llama sagrada que se encuentra bajo la casa de Mamá Lupe. El grupo de Bobby regresa a tierra firme mientras Ucumu convoca a un grupo de secuaces para atacar. El ama de llaves de Lupe, Don Tacho, estrella el avión que pilotaba contra los secuaces, eliminándolos, y cada Casagrande usa sus fuerzas para combatirlos. Punguari finalmente es noqueada por Ucumu, quien procede a arrastrarla hacia una calavera en su máscara.
María, con la ayuda de un grupo de guerreros de la Chancla, logra levantar la chancla gigante el tiempo suficiente para que Frida golpee un recorte de papel de Arturo, envuelto en la llama sagrada, contra ella. Este golpea a Ucumu, reduciéndolo a un esqueleto. Ronnie Anne dispara contra Ucumu, destruyéndolo y petrificando a todos sus secuaces. Punguari sella las grietas con el templo que construyó, impidiendo el regreso de Ucumu, y se reúne con sus padres, quienes habían sido convertidos en gemas. Sisiki y María se reconcilian con sus respectivas hijas y dejan de lado sus diferencias.
El padre de Punguari, Chipiri, restaura el continente a su antigua gloria, y el Festival del Fuego Nuevo se celebra ahora en la isla de Mamá Lupe. María le entrega a su hija otra gema mientras Punguari, Sisiki y Chipiri observan las celebraciones desde la distancia.

## Reparto
- Izabella Alvarez como Ronnie Anne Santiago
- Carlos PenaVega como Bobby Santiago
- Sumalee Montano como Maria Casagrande-Santiago
- Sonia Manzano como Rosa Casagrande
- Ruben Garfias como Hector Casagrande
- Carlos Alazraqui como Carlos Casagrande y Sergio
- Roxana Ortega como Frida Puga-Casagrande
- Alexa PenaVega como Carlota Casagrande
- Jared Kozak como Carlos "CJ" Casagrande Jr.
- Alex Cazares como Carlino "Carl" Casagrande
- Cristina Milizia como Carlitos Casagrande
- Leah Mei Gold como Sid Chang
- Angélica Aragón como Lupe
- Sergio Aragonés como Paco
- Paulina Chávez como Punguari[1]
- Kate del Castillo como Sisiki[1]
- Cristo Fernández como Chipiri[1]

## Producción
The Casagrandes Movie se anunció por primera vez el 4 de abril de 2023. El 17 de noviembre de 2023, Miguel Puga confirmó que la producción había concluido.

## Estreno
El 11 de diciembre de 2023 se anunció que The Casagrandes Movie tiene previsto su estreno por Netflix el 22 de marzo de 2024. El 23 de febrero de 2024 se publicó un tráiler.
El álbum oficial de Songs from and Inspired by The Casagrandes Movie está disponible en plataformas, con artistas como Pato Machete, Nikki Clan, Malibu Kings y La Coreañera. 